# David Rockefeller

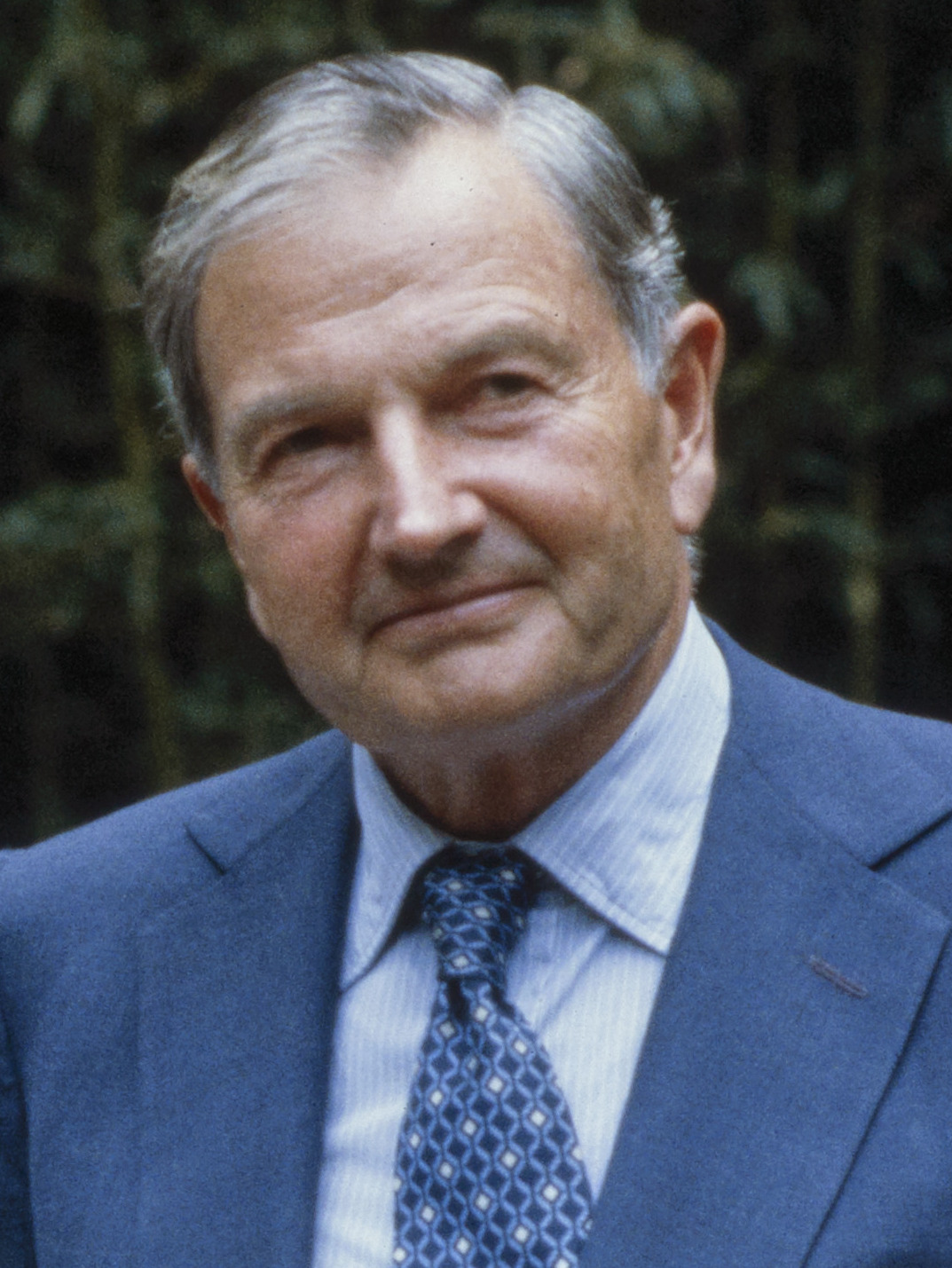
David Rockefeller (1984)

David Rockefeller Sr. (* 12. Juni 1915 in New York City; † 20. März 2017 in Tarrytown, New York) war ein US-amerikanischer Bankier. Der Milliardär prägte als Oberhaupt der Rockefeller-Familie insbesondere den wirtschaftlichen Erfolg der Chase Manhattan Bank.

## Leben

### Ausbildung und Zweiter Weltkrieg
David Rockefeller wurde 1915 als Sohn des Milliardärs John D. Rockefeller, Jr. und Enkel des Ölmagnaten John D. Rockefeller Sr. in der privaten Krankenstation im elterlichen Wohnhaus in New York City geboren. Er wuchs in der größten privaten Residenz der Stadt, einem neunstöckigen Haus in der 10 West 54th Street auf. Das Haus war bestückt mit seltenen antiken, mittelalterlichen und Renaissance-Kunstschätzen seines Vaters. Auf der siebten Etage betrieb seine Mutter Abby Aldrich Rockefeller eine private Galerie für Moderne Kunst. Das Haus wurde später von Davids Vater als Standort für einen Skulpturengarten im Namen und in Erinnerung seiner Frau Abby als Teil des New Yorker Museum of Modern Art gespendet.

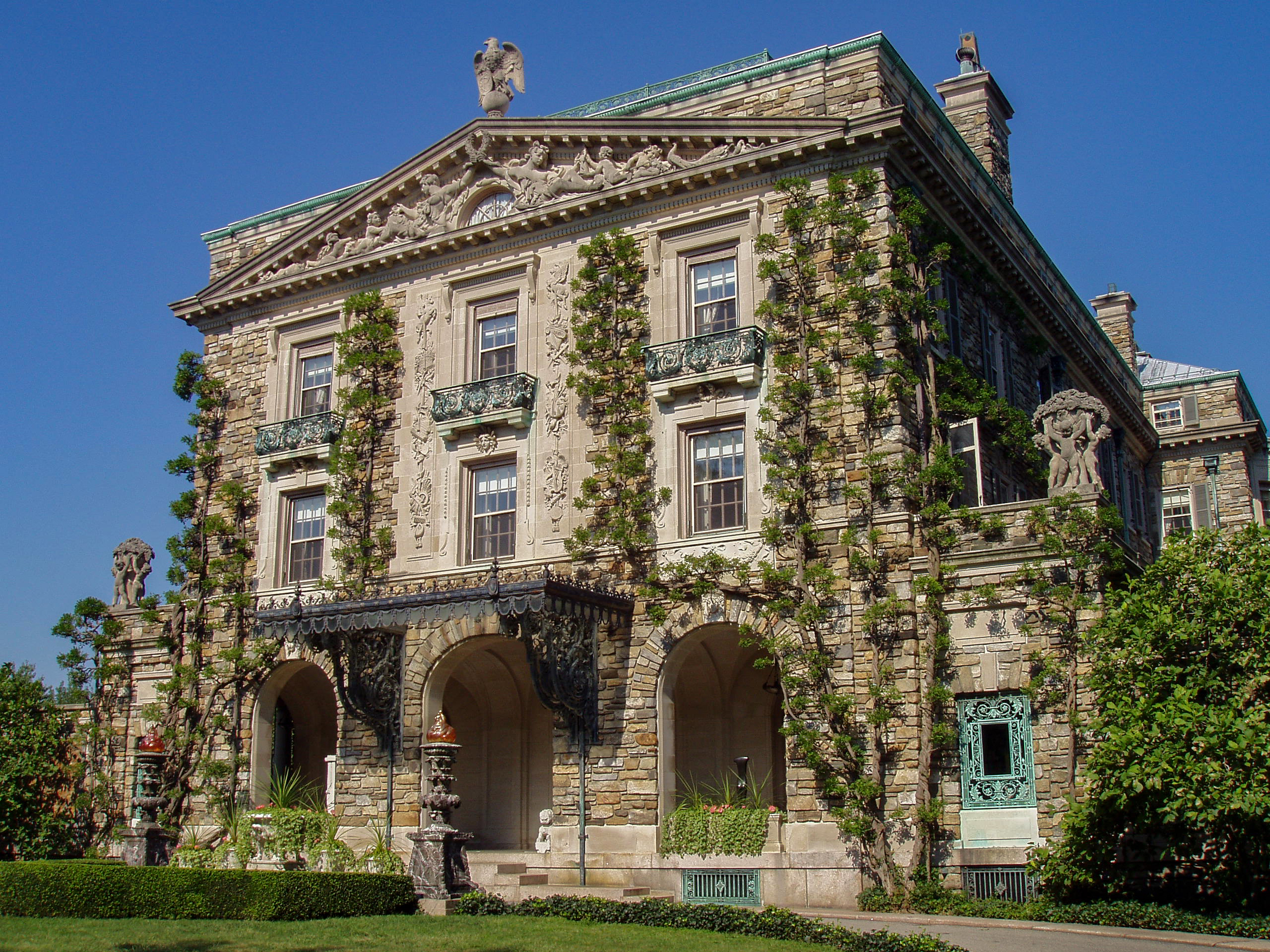
Schloss Kykuit, NY, erbaut von John D. Rockefeller Sr., Familiensitz der Rockefellers

Als Kind verbrachte er viel Zeit auf dem elterlichen Landsitz „Kykuit“ in Pocantico Hills  im Westchester County.
Rockefeller besuchte die Lincoln School auf der 123. Straße in Harlem. Die 1916 gegründete und von der Columbia University betriebene Schule war die Idee von Abraham Flexner, einem Vorstand des General Education Board und wurde nach der Philosophie des Reformpädagogen John Dewey geführt.

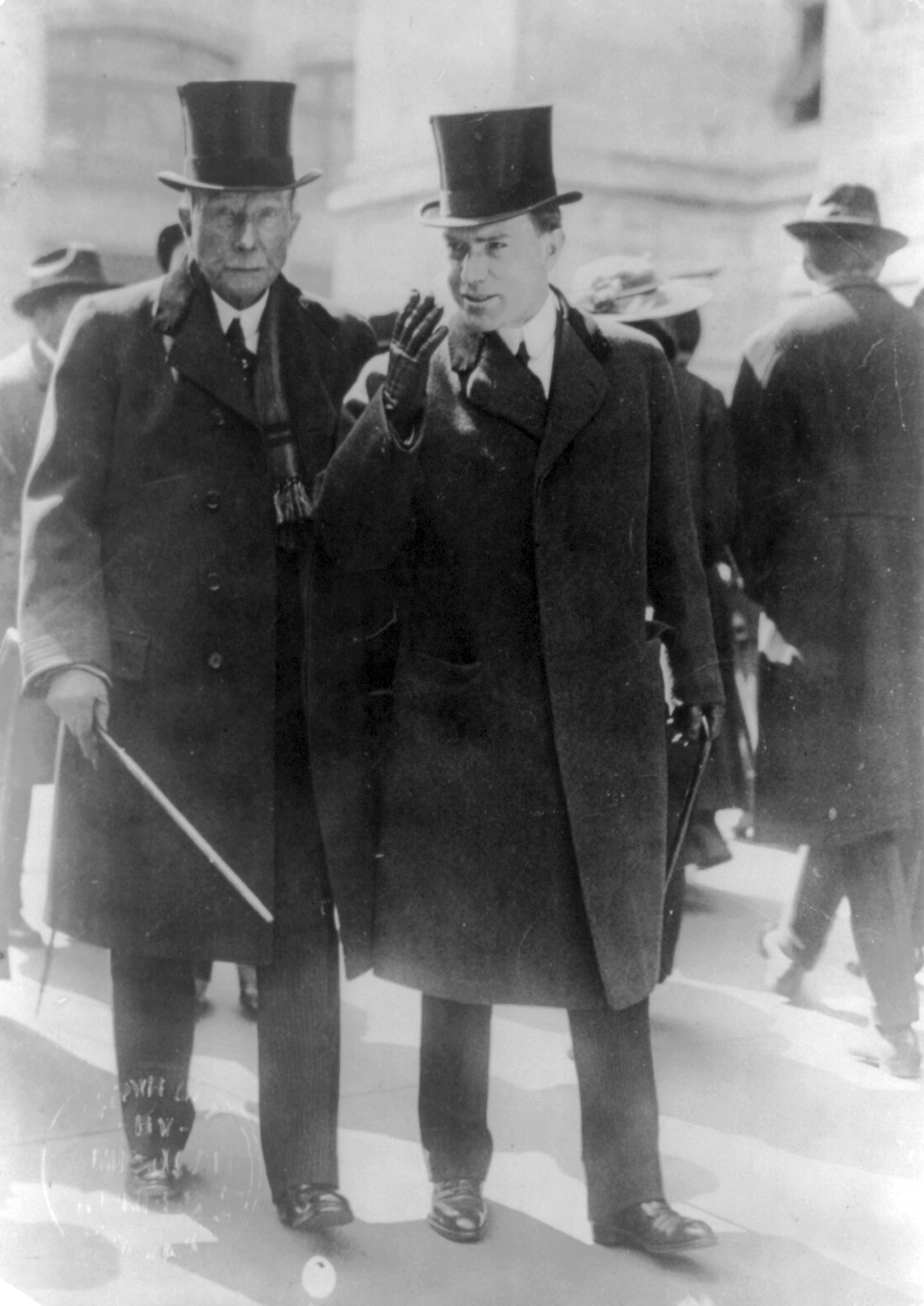
David Rockefellers Großvater John D. Rockefeller Sr. und Vater John D. Rockefeller, Jr.

Im Jahr 1936 absolvierte Rockefeller das College der Harvard University cum laude. Es folgte an gleicher Stelle ein einjähriges Universitätsstudium der Wirtschaftswissenschaften und anschließend ein Jahr an der London School of Economics. Hier traf er zum ersten Mal John F. Kennedy, obwohl sie bereits gleichzeitig in Harvard studiert hatten. Rockefeller arbeitete während dieser Zeit in der Londoner Niederlassung der Chase Manhattan Bank. Um sein Studium abzuschließen, kehrte er in die Vereinigten Staaten zurück und wurde mit seiner Dissertation Unused Resources and Economic Waste (dt.: „Ungenutzte Ressourcen und volkswirtschaftliche Verschwendung“) an University of Chicago promoviert.
Nach Abschluss seines Studiums wurde er für 18 Monate Sekretär des New Yorker Bürgermeisters Fiorello LaGuardia. Die mit einem symbolischen Jahresgehalt von einem Dollar bezahlte und als Praktikantenstelle ausgewiesene Position entsprach faktisch dem unbesetzten Amt des stellvertretenden Bürgermeisters.
Von 1941 bis 1942 diente Rockefeller als Assistent des Direktors des United States Office of Defense, Health, and Welfare Service. Nach Ausbruch des Zweiten Weltkriegs meldete er sich für den Kriegsdienst, besuchte 1943 zunächst die Offizierschule und wurde 1945 schließlich zum Hauptmann befördert. Er diente in Nordafrika und Frankreich dem militärischen Geheimdienst zum Aufbau nachrichtendienstlicher Strukturen, wobei ihm sein fließendes Französisch und Vorkriegskontakte seiner Familie nach Frankreich halfen. Sieben Monate lang diente er als Assistent des Militärattachés an der Botschaft der Vereinigten Staaten in Paris.

### Karriere bei der Chase Manhattan Bank
Rockefeller begann 1946 seine Karriere in unterster Position als Assistenzmanager in der Auslandsabteilung der Chase National Bank, die den internationalen Handel von Gütern wie Kaffee, Zucker und Metallen finanzierte. Diese Position beinhaltete auch, Beziehungen mit mehr als 1000 Korrespondenzbanken auf der ganzen Welt zu halten. Er bahnte sich seinen Weg durch die Reihen und wurde 1960 Präsident des mittlerweile in Chase Manhattan Bank umbenannten Finanzkonzerns und damit Nachfolger seines einstigen Förderers John J. McCloy. Von 1969 bis 1980 war Rockefeller Chief Executive Officer (Generaldirektor) der Bank. Zu dieser Zeit hielt er 1,7 % der Anteile und war damit gleichzeitig größter Einzelaktionär der Chase Manhattan.

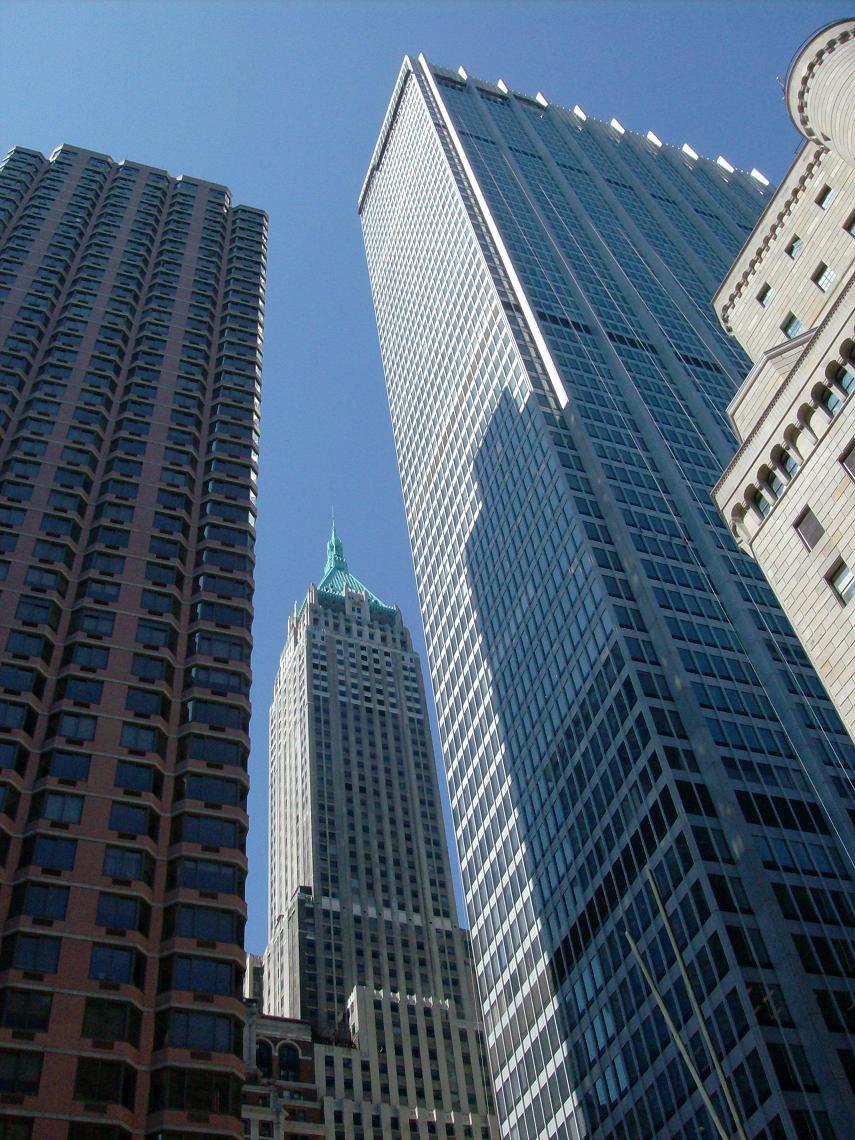
One Chase Manhattan Plaza (rechts), im Hintergrund 40 Wall Street

Als Vorsitzender des Ausschusses für eine neue Bankzentrale entschied sich Rockefeller 1955 die neue Zentrale der Chase National Bank direkt gegenüber dem Sitz der Federal Reserve Bank of New York in unmittelbarer Nähe zur Wall Street unter seiner Leitung zu errichten. 1961 wurde das neue Hauptquartier, das One Chase Manhattan Plaza, an der Liberty Street im Herzen Lower Manhattans eröffnet. Der 60-stöckige, 248 Meter hohe Wolkenkratzer war zu diesem Zeitpunkt das größte Bankgebäude der Welt und verbarg fünf Stockwerke unter der Erde den damals größten Banktresor der Welt.
In den 1960er Jahren bildete Rockefeller gemeinsam mit anderen Geschäftsleuten das Chase International Advisory Committee, ein bis 2005 bestehendes Gremium aus 28 prominenten und angesehenen Geschäftsleuten aus 19 Nationen. Mit vielen von ihnen verband Rockefeller eine persönliche Freundschaft. Er war, bis er 1999 in den Ruhestand ging, Vorsitzender des Komitees. Nach der Chase-Fusion mit JP Morgan zu JPMorgan Chase & Co. wurde dieser Ausschuss in  International Council umbenannt und beherbergt weiterhin prominente Persönlichkeiten wie Henry Kissinger, Riley P. Bechtel (Vorsitzender der Bechtel Corporation), Andre Desmarais, Lee Kuan Yew und den derzeitigen Vorsitzenden George P. Shultz (Finanzminister von Präsident Richard Nixon). Weitere internationale Mitglieder des IAC waren der langjährige Chase-Banker und Fiat-Chef Giovanni Agnelli, John Loudon (Vorsitzender der Royal Dutch Shell), C. Douglas Dillon (US-Finanzminister unter den Präsidenten John F. Kennedy und Lyndon B. Johnson), David Packard (Gründer von Hewlett-Packard) und Henry Ford II. Seit den 1960er Jahren bestehen enge Verbindungen zwischen den Familien Rockefeller und Rothschild. Im Mai 2012 stieg Jacob Rothschild mit seiner Bank RIT Capital Partners PLC als Aktionär bei Rockefellers Rockefeller Financial Services ein.
Unter Rockefellers Führung stellte sich die Chase Manhattan Bank international breiter auf und wurde zu einem zentralen Pfeiler des internationalen Finanzsystems. Sie besaß zeitweise rund 50.000 Korrespondenzbanken und ist die größte Bank der Welt. 1973 gründete sie in der Nähe des Moskauer Kreml als erste amerikanische Bank eine Filiale in der damaligen Sowjetunion.
Im Jahr 2003 war Rockefeller Ehrenmitglied der Jury für den World Trade Center Site Memorial-Wettbewerb. 1958 wurde er Gründer und Vorsitzender der Downtown – Lower Manhattan Association, die den Bau des World Trade Centers initiiert hatte. Zur Seite standen ihm damals sein Bruder Nelson, der damalige Gouverneur von New York, sowie der einflussreichste Stadtplaner der New Yorker Geschichte, Robert Moses.
Rockefeller starb am 20. März 2017 in seinem Haus in Pocantico Hills, New York, im Schlaf an kongestivem Herzversagen. Er war 101 Jahre alt.

### Vermögen
Rockefeller lag 2012 mit einem geschätzten Privatvermögen von 3,1 Milliarden US-Dollar auf Platz 491 der reichsten Menschen der Welt. Er besaß eine große Sammlung zeitgenössischer und moderner Kunst sowie eine der umfangreichsten Käfersammlungen der Welt. Im Mai 2018 fand bei Christie’s im Rockefeller Center eine dreitägige Auktion von Rockefellers Kunstsammlung statt, die den Rekorderlös von 830 Millionen Dollar erbrachte. Damit ist es die bisher teuerste Privatkollektion, die je versteigert wurde. Die erlöste Summe soll an das von seiner Mutter Abby mitgegründete Museum of Modern Art und die Rockefeller University gespendet werden. Schon zu Lebzeiten hatte David Rockefeller Hunderte von Millionen Dollar für Kunst, Medizin und Bildung gespendet.

### Politikberatung
Rockefeller fungierte 1946/1947 als Sekretär einer vom Council on Foreign Relations (CFR) organisierten Diskussionsrunde unter dem Titel Reconstruction of Western Germany. und war von 1949 bis 1985 Direktor, von 1950 bis 1970 Vizepräsident und von 1970 bis 1985 Vorstandsvorsitzender des CFR. Mit Henry Kissinger, den er 1954 beim CFR-Arbeitskreis zum Thema Kernwaffen kennenlernte, verband ihn eine ähnliche politische Perspektive. Die Beziehung der beiden entwickelte sich und Kissinger wurde Kuratoriumsmitglied der Stiftung Rockefeller Brothers Fund. Rockefeller beriet sich bei zahlreichen Gelegenheiten mit Kissinger, wie zum Beispiel wegen der Interessen der Chase Manhattan Bank in Chile und der Bedrohung für die Bank durch die Wahl von Salvador Allende zum Präsidenten im Jahre 1970. Ebenso konsultierte Rockefeller Kissinger und unterstützte diesen bei seiner „Öffnung von China“-Initiative im Jahr 1971, die unter anderem beinhaltete, Banken wie der Chase Manhattan Bank Chancen in China zu gewähren. Rockefeller unterstützte mehrere US-Präsidenten als inoffizieller Emissär auf allerhöchster Ebene bei diplomatischen Missionen. Jimmy Carter bot ihm die Positionen des US-Finanzministers und den Vorsitz der US-Zentralbank Federal Reserve an, was Rockefeller aber stets ablehnte. Auf Grund seiner Verbindungen konnte er Brücken trotz unterschiedlicher Interessen auf der ganzen Welt schlagen, selbst zu Persönlichkeiten wie Fidel Castro, dem Schah von Persien, Nikita Chruschtschow, Michail Gorbatschow und Saddam Hussein.
1979 überzeugte Rockefeller zusammen mit McCloy, Kissinger und anderen den US-Präsident Jimmy Carter davon, den schwer krebskranken ehemaligen Schah von Persien ins Land zu lassen, damit er sich im NewYork-Presbyterian Hospital behandeln lassen konnte. Diese humanitäre Geste wurde vom Chomeini-Regime zu antiamerikanischer Agitation instrumentalisiert, so dass wenig später iranische Studenten die US-Botschaft in Teheran stürmten und für 444 Tage 52 US-Diplomaten als Geisel nahmen.
1952 veröffentlichte der New Yorker Arzt und McCarthy-Anhänger Emanuel Josephson ein Pamphlet gegen den angeblichen „Internationalisten“ Rockefeller, dem er vorwarf, seine ökonomische Macht und seine vielfältigen Beziehungen zu missbrauchen. Seitdem wurde Rockefeller immer wieder Gegenstand von Verschwörungstheorien, die ihm unterstellten, gemeinsam mit der Sowjetunion die Weltherrschaft anzustreben. Als Rockefeller sich 1980 in einem Artikel in der New York Times dagegen verwahrte, als „Mastermind einer internationalen Verschwörung“ hingestellt zu werden, deuteten Verschwörungsgläubige dies nur als weiteren Beweis seiner Schuld. Mit Ende des Kalten Krieges wandelte sich die Ausrichtung der Vorwürfe: Nun wurde behauptet, Rockefeller und das Council on Foreign Relations strebten eine sozialistische Eine-Welt-Regierung an, wobei sich insbesondere die rechtsradikale John Birch Society hervortat.

## Auszeichnungen
- Presidential Medal of Freedom (1998);[26]
- U.S. Legion of Merit (1945);[27]
- Ritter der Ehrenlegion Frankreichs (1945);[27]
- U.S. Army Commendation Ribbon (1945);[27]
- Mitglied der American Philosophical Society (1959)[28]
- George C. Marshall Foundation Award (1999);[29]
- Andrew Carnegie Medal of Philanthropy (2001);[30]
- Großkreuz der Ehrenlegion (2000);[31]

## Familie

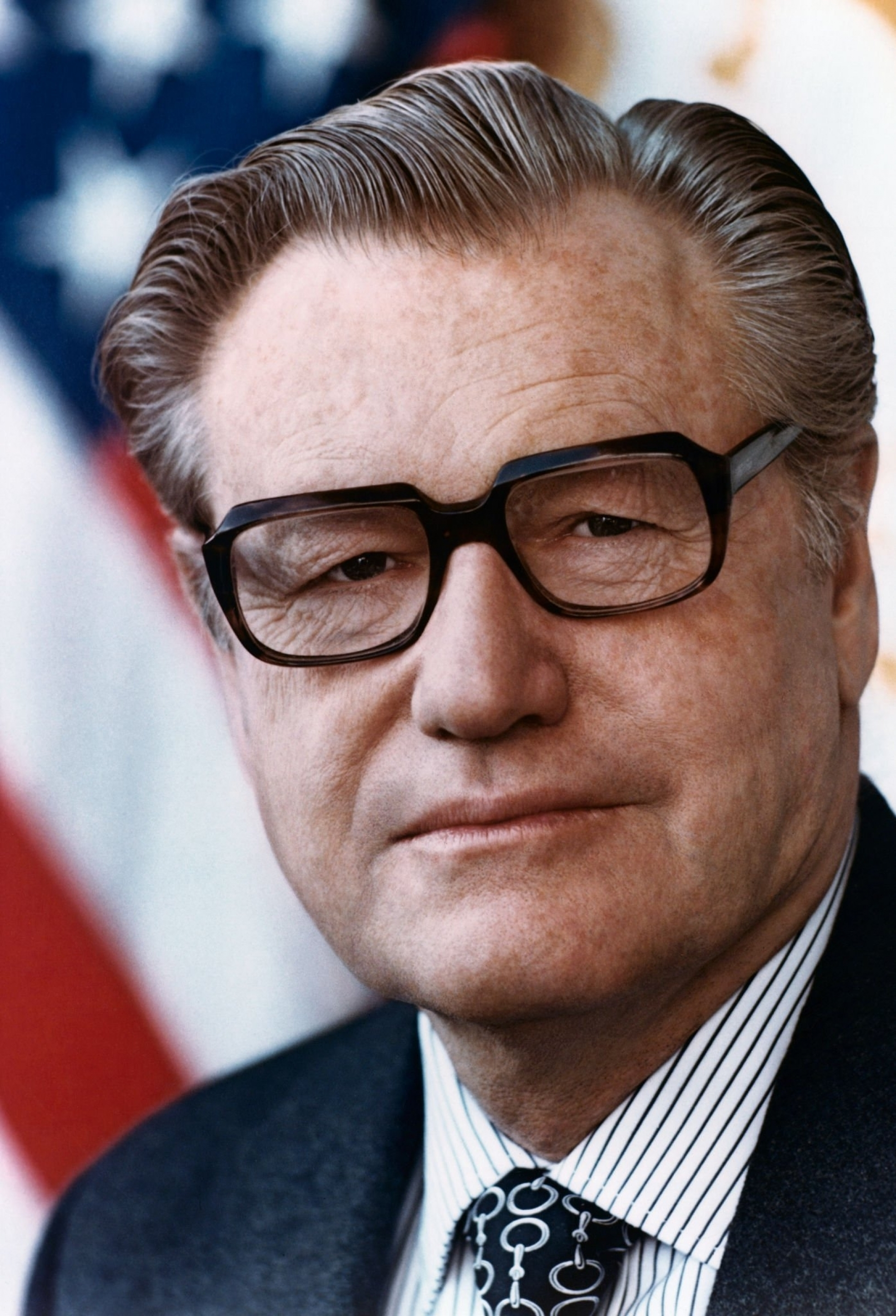
Nelson Rockefeller

David Rockefeller heiratete am 7. September 1940 Margaret „Peggy“ McGrath (* 28. September 1915; † 26. März 1996), Tochter eines Partners einer befreundeten Wall-Street-Anwaltskanzlei.
Sie hatten sechs gemeinsame Kinder und bis 2002 zehn Enkel:
- David Rockefeller Jr. (* 24. Juli 1941) mit Ariana & Camilla
- Abby Rockefeller (* 1943) mit Christopher
- Neva Rockefeller Goodwin (* 1944) mit David & Miranda
- Peggy Dulany (* 1947) mit Michael
- Richard Rockefeller (1949–2014) mit Clay & Rebecca
- Eileen Rockefeller Growald (* 1952) mit Danny & Adam

David Rockefeller hatte vier ältere Brüder:
- John D. Rockefeller III (1906–1978)
- Nelson Rockefeller (1908–1979)
- Laurance Rockefeller (1910–2004)
- Winthrop Rockefeller (1912–1973)

Rockefeller besaß seit 1948 ein Stadthaus in Manhattan (Upper East Side) 146 East 65th Street, sowie einen Landsitz „Hudson Pines“ in Sleepy Hollow (New York).

## Werke
- David Rockefeller: Erinnerungen eines Weltbankiers. Autobiographie. Finanzbuch-Verlag, München 2008, ISBN 978-3-89879-327-8.